# Minohorejo
Minohorejo is een bestuurslaag in het regentschap Tuban van de provincie Oost-Java, Indonesië. Minohorejo telt 3573 inwoners (volkstelling 2010).